# Cabine avancée

De haut en bas : cabine conventionnelle, cabine semi-avancée, cabine avancée.

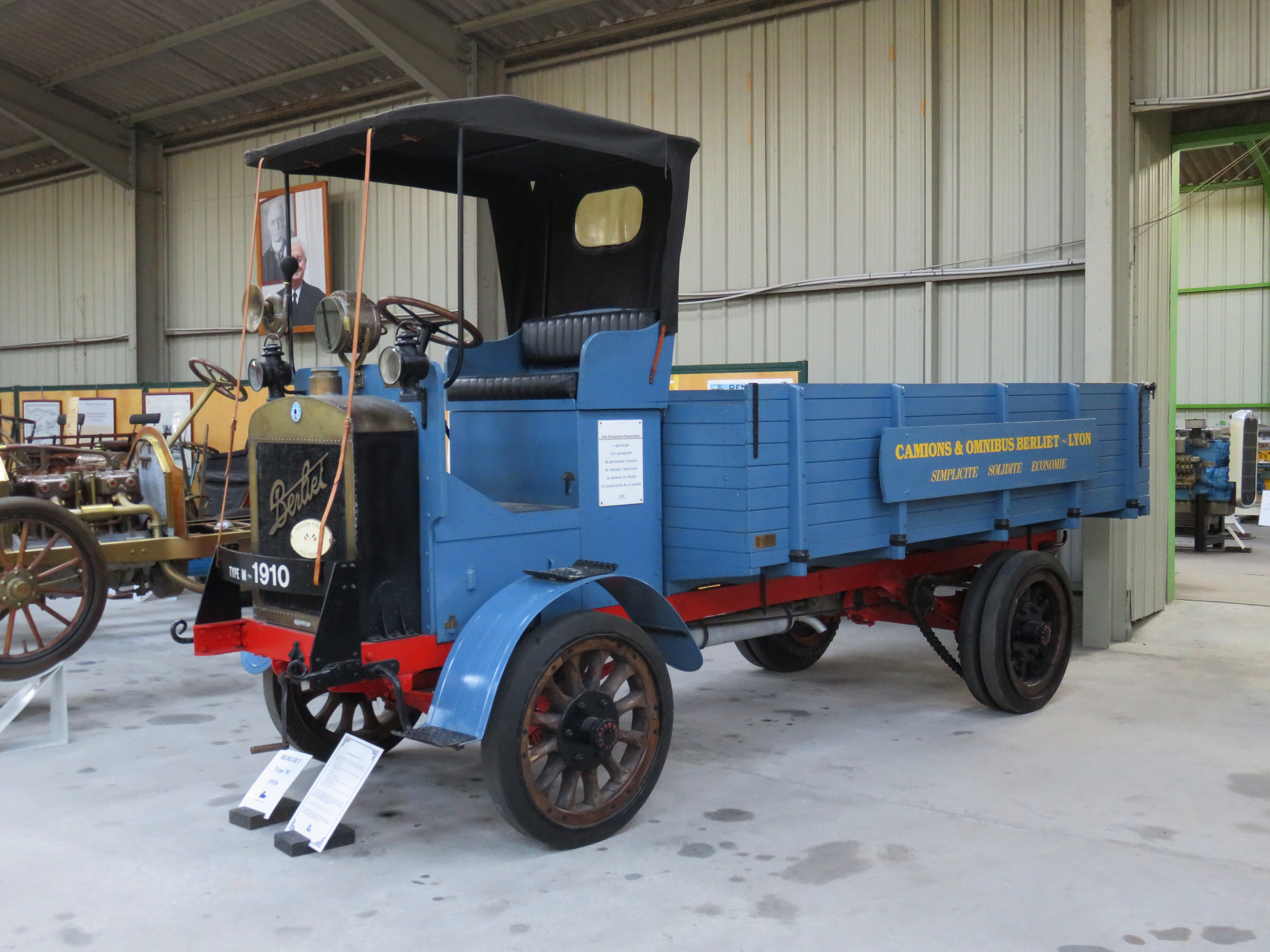
Berliet Type M, de 1909, est l'un des premiers camions à cabine avancée.

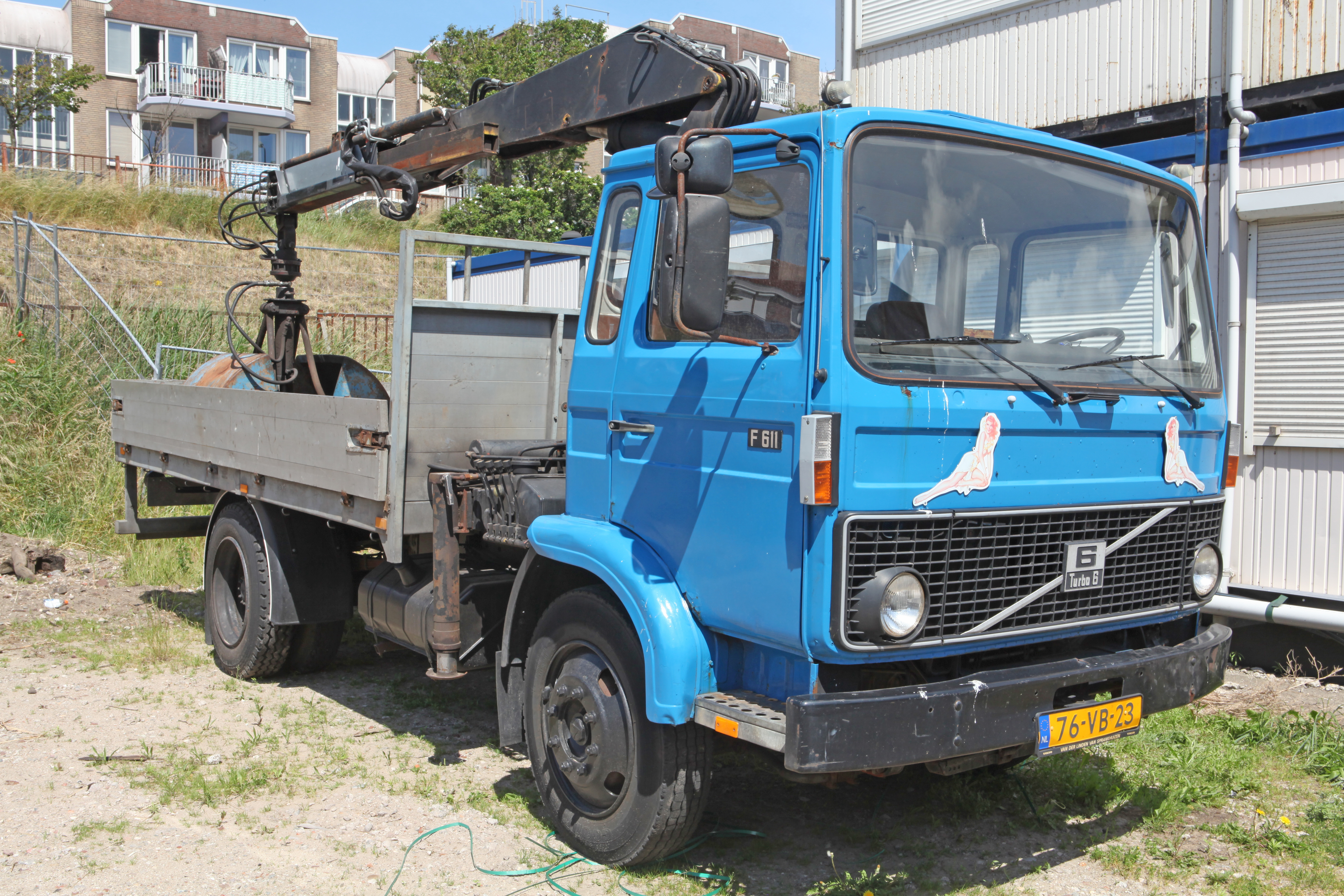
Un Volvo F611 de 1980.

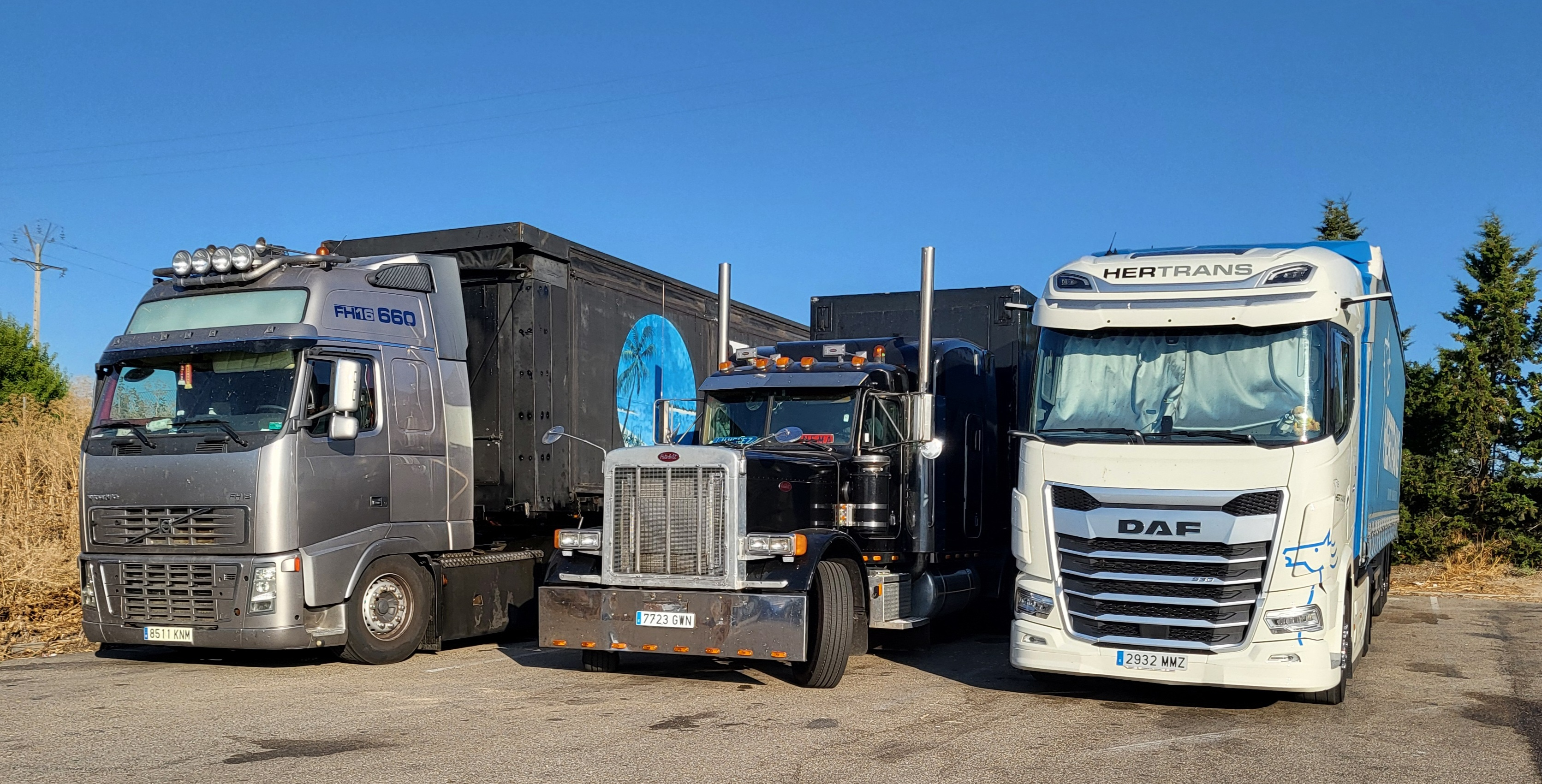
Deux camions cab over à droite et à a gauche et un camion à cabine conventionnelle au centre.

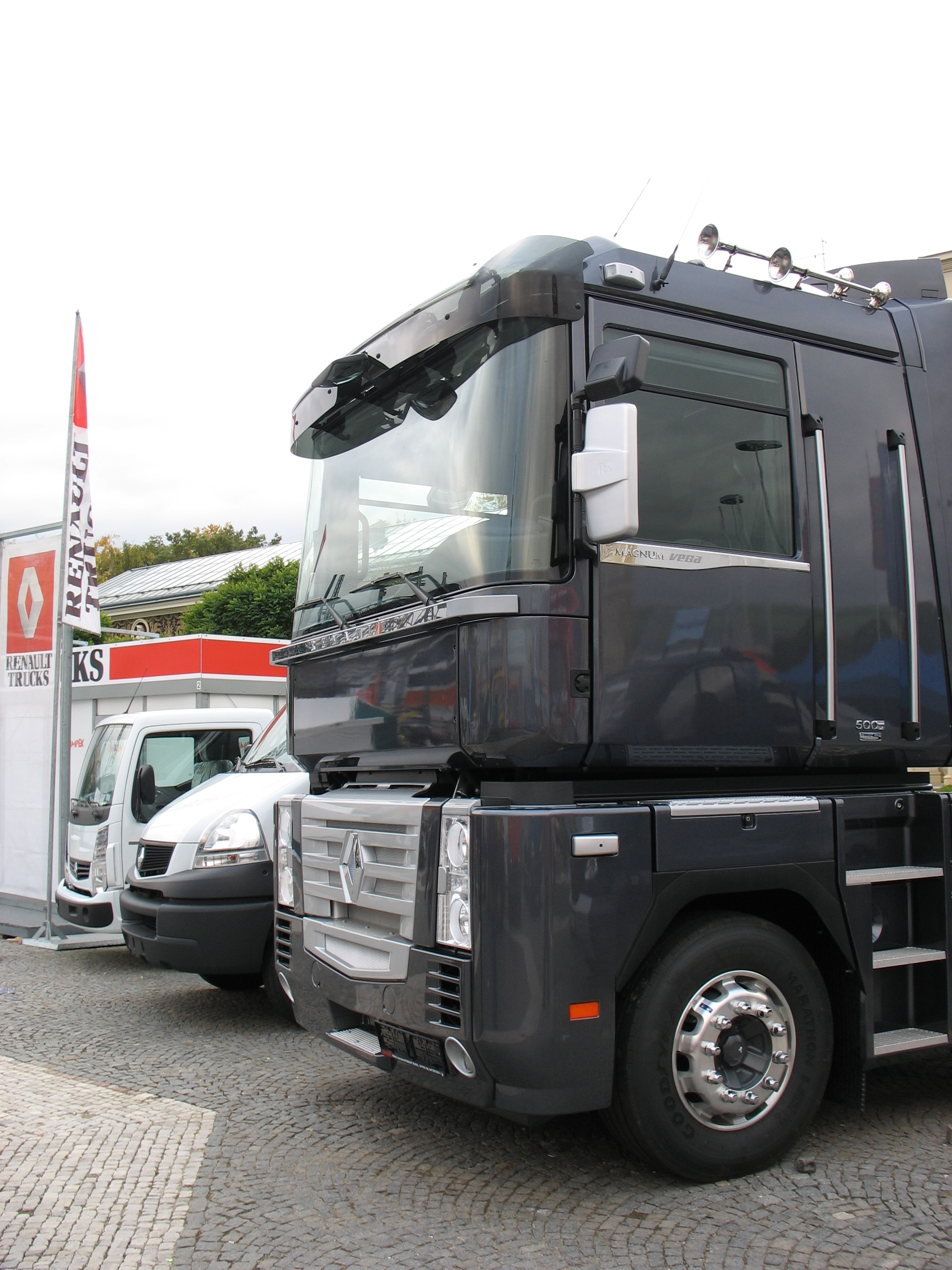
Les poids-lourds européens et japonais sont majoritairement à cabine avancée.

Cabine avancée, ou cabine à nez plat, ou cab over issu de l'anglais, est le terme désignant la carrosserie des camions et fourgons ayant la cabine positionnée au-dessus du moteur et au-dessus de l'essieu avant.

## Histoire

### Aux États-Unis
Aux États-Unis, la société Sternberg, basée dans le Wisconsin, produit des cabs over dès 1907. Cependant, en 1914, seuls les véhicules à partir de sept tonnes sont à cabine avancée. Ce type de carrosserie est réintroduit en 1933 sur le modèle camel back, dont la cabine bascule en avant (tiltable cab) pour accéder au moteur. L'introduction de la cabine avancée moderne aux États-Unis est attribuée au designer industriel Viktor Schreckengost (en) qui conçoit, avec l'ingénieur Ray Spiller, une cabine avancée pour la White Motor Company, en 1932. À l'époque, la loi limite la longueur des camions à 12,8 mètres sur autoroute. Placer la cabine sur le moteur en réduit la longueur tout en augmentant la longueur de chargement. Schreckengost brevette sa création en 1934. 
White-Freightliner introduit la cabine basculante en 1958 : toute la cabine peut alors s'incliner pour libérer l'accès au moteur. Parfois abrégé COE, (cab over engine), le terme cab over, par extension, désigne également le véhicule lui-même, dans les pays anglosaxons.

### En Europe
En France, l'un des premiers modèles à cabine avancée est le Berliet Type M, produit dès 1909.

## Avantages
Contrairement à cabine conventionnelle, dont le moteur est placé devant la cabine, sous un capot, la cabine avancée possèdent permet un gain en longueur de chargement pour les porteurs ainsi que des remorques ou semi-remorques plus longues.
L'empattement plus court des porteurs à cabine avancée améliore la maniabilité du véhicule, ils sont plus légers et peuvent, théoriquement, transporter des charges plus lourdes.
Malgré le fait que les cabines avancées soient, en général, plus petites, elles peuvent néanmoins accueillir une couchette simple ou deux superposées. L'absence de capot offre aussi une meilleure visibilité au conducteur et réduit considérablement les angles morts.

## Inconvénients
Certains chauffeurs se plaignent de ce que les camions à cabine avancée sont moins confortables que les camions classiques, car le siège conducteur est situé au-dessus de l'essieu avant, ce qui augmente, en cabine, les vibrations engendrées par la route ; de plus, la cabine étant également placée au-dessus du moteur, cela la rendrait plus bruyante.[réf. nécessaire]
À cause de leur face plate, les camions à cabine avancée ont un aérodynamisme inférieur aux camions à cabine conventionnelle, augmentant la consommation de carburant et donnerait un comportement particulier à allure autoroutière.
Bien que la cabine basculante libère un accès assez satisfaisant au moteur, son inclinaison lorsqu’on travaille sur ce dernier peut faire tomber les objets non retenus, et éventuellement le lit.
Enfin, l'absence de zone de déformation à l'avant du véhicule le rend le conducteur plus vulnérable en cas d'accident.

## Déclinaisons
Cette configuration est majoritaire chez les constructeurs européens et japonais car les lois régissant la longueur globale du véhicule sont strictes et que ce type de carrosserie permet une remorque ou une zone de chargement plus importante. Les cabines avancées sont utilisées dans le segment des petits et moyens tonnages, comme la série NPR d'Isuzu.
Ce style de carrosserie permet aux keijidōsha (ou kei cars en anglais), des fourgons-monospaces, est très adapté aux rues étroites, comme le Suzuki Carry, le Toyota HiAce ou le Mitsubishi Delica.
Bien que son moteur soit placé à l'arrière, le Volkswagen Combi est à cabine avancée.
Populaire aux États-Unis dans les années 1970, en raison des lois sur la longueur des véhicules en vigueur dans de nombreux états, les camions plus lourds présentent aujourd'hui d'autres styles de carrosserie.
De nombreux véhicules militaires en sont équipés, tels que le Land Rover 101 Forward Control (en) ou le Pinzgauer High Mobility.